# 오고리정
오고리정(일본어: 小郡町)은 일본 야마구치현 중앙부에 있던 정이며, 요시키군에 속했다.

## 지리
야마구치현의 거의 중앙, 아타노 강을 따라 정역이 펼쳐져 있었다. 합병 직전에는 정역의 대부분이 야마구치시에 둘러싸여 있었다.

## 역사
- 1889년 4월 1일 - 정촌제 시행에 의해 합병전의 정역인 오고리촌이 성립하였다.
- 1901년 8월 1일 - 정으로 승격해 오고리정(제1차)이 되었다
- 1944년 4월 1일 - 야마구치시, 오토시촌, 히라카와촌, 아이오후타지마촌, 나타지마촌, 스에촌, 가가와촌, 아지스정, 사야마촌이 합병해 새로운 야마구치시가 성립하였다. 동일 오고리정(제1차)은 폐지되었다.
- 1949년 11월 1일 - 야마구치시의 일부 (오고리가미사토, 오고리시모고)가 분리해 오고리정(제2차)이 성립하였다.
- 2005년 10월 1일 - 야마구치시, 아이오정, 아지스정, 사바군 도쿠지정과 합병해 새로운 야마구치시가 성립하였다. 동일 오고리정은 폐지되었다.

## 교통

### 철도
- 서일본 여객철도
  - 산요 신칸센
  - 산요 본선
  - 야마구치선
  - 우베선

### 도로
- 주고쿠 자동차도
- 국도 2호선
- 국도 9호선